# Jaime Murteira
Jaime Augusto Murteira, mais conhecido por Jaime Murteira (Lisboa, 10 de Dezembro de 1910 - 1986), foi um pintor português.

## Biografia
Nasceu na cidade de Lisboa, em 10 de Dezembro de 1910. Estudou no Instituto Superior de Ciências Económicas e Financeiras, onde se licenciou em 1933.
Os seus planos iniciais eram para se enveredar na carreira diplomática. Porém, enquanto esperava por uma vaga no Ministério dos Negócios Estrangeiros, candidatou-se com sucesso no Quadro Técnico Aduaneiro.
Destacou-se principalmente como pintor, tendo sido um dos últimos artistas no movimento naturalista português. A sua obra é composta principalmente por paisagens, tanto do litoral como no interior do país. Em 1956, foi considerado pelo jornal Notícias do Algarve como «um dos melhores valores da sua geração [...] disfrutando de lugar de relevo entre os nossos melhores paisagistas» O jornal destacou as obras Ao escurecer no paul, Barcos na doca e Areia molhada, A Barroca, esta última inspirada numa rua em Lagos, Ribatejo, Sagres e Moinho de Marchil. Em 1940, entrou na Sociedade Nacional de Belas Artes, em Lisboa, e começou a frequentar aulas particulares com os mestres pintores Frederico Aires e António Saúde. Participou numa exposição pela primeira vez em 1942, no Salão da Primavera da Sociedade Nacional, tendo obtido o 3.º prémio na pintura a óleo. Continuou a estudar e a laborar intensamente na pintura, tendo realizado diversas exposições a título individual, na Sociedade Nacional, no Salão Silva Porto, na cidade do Porto, e no Museu Regional de Lagos. Recebeu uma menção honrosa da Sociedade Nacional, por desenho, e a 3.ª Medalha em pintura no Salão Estoril. Algumas das suas primeiras exposições em meados da década de 1940, no Museu Regional de Lagos, promovidas pelo director, José Formosinho. Pouco depois começou a expor na Sociedade Nacional de Belas Artes, e noutras instituições, onde foi bem recebido tanto pelo público como pela crítica. Em 1946 participou com duas obras na XLIII Exposição de Pintura e Escultura da Sociedade Nacional de Belas Artes: Manhã Triste, inspirada em Monchique, e Luz do Algarve, baseada na cidade de Lagos. Nesse ano também marcou presença na terceira exposição do grupo Artistas Portugueses, igualmente na Sociedade Nacional de Belas Artes, com a sua pintura Inverno, que foi descrita pela revista Afinidades como «uma tela de flagrante realidade a comprovar o justo sentido que o artista tem da Natureza.».
Em 1956 expôs na Aliança Francesa de Faro, com grande sucesso. Em 5 de Fevereiro de 1960, inaugurou uma exposição de pintura a óleo no salão da Sociedade Nacional de Belas Artes, cerimónia que contou com a presença do Ministro da Educação Nacional, Francisco de Paula Leite Pinto. Em 1971 participou numa exposição colectiva em homenagem ao pintor Carlos Porfírio, em Faro, e em 1977 expôs no edifício da Câmara Municipal de Lagos, com a obra Paisagens. Em 1984 organizou uma exposição individual de pintura  na galeria de arte do Casino Estoril.
Também se dedicou à arqueologia, tendo colaborado com o museólogo José Formosinho em investigações no sítio arqueológico da Boca do Rio, levando à recolha de vários materiais que foram depois expostos no Museu Regional de Lagos.

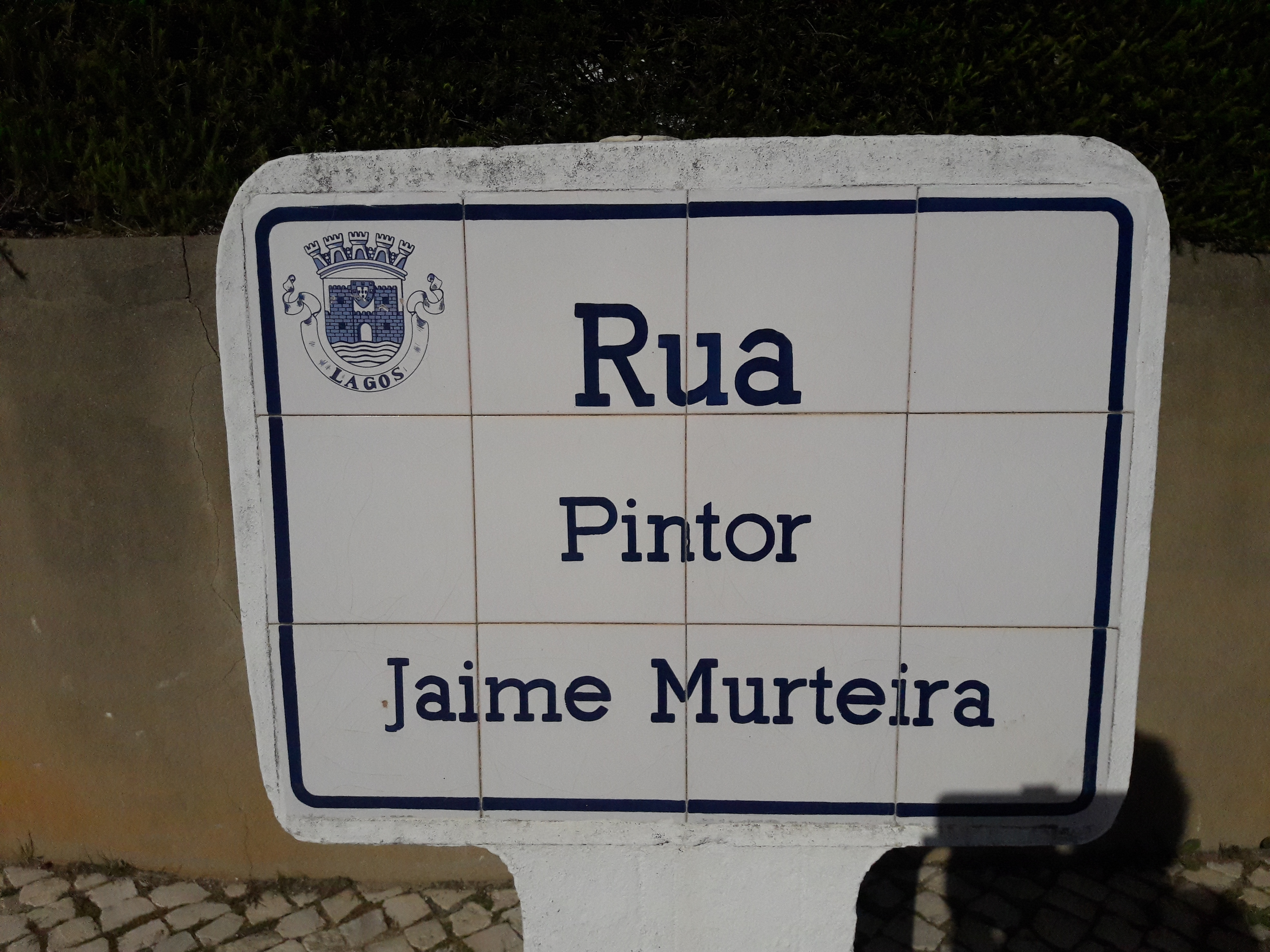
Placa toponímica da Rua Pintor Jaime Murteira, em Lagos.

Faleceu em 1986.

## Homenagens
A Câmara Municipal de Lagos colocou o seu nome numa rua da cidade, em 18 de Fevereiro de 1987.